# سرزمین عجایب (ترانه ناتالیا کیلز)
«سرزمین عجایب» (به انگلیسی: Wonderland) ترانه‌ای از خوانندهٔ انگلیسی تدی سینکلر می‌باشد که در نخستین آلبوم استودیویی وی تحت عنوان کمال‌گرا (۲۰۱۱) قرار دارد و در ۱۲ آوریل ۲۰۱۱ از سوی چری‌تری رکوردز به‌عنوان دومین تک‌آهنگ کمال‌گرا منتشر گردید. از این ترانه در فیلم رمانتیک فانتزی حیوان‌صفت (۲۰۱۱) استفاده شده‌است.